# جيم ماكدونالد (لاعب كرة قدم أسترالية)
جيم ماكدونالد (بالإنجليزية: Jim McDonald)‏ هو لاعب كرة قدم أسترالية أسترالي، (و. 1913 – 1984 م).

## وصلات خارجية
- جيم ماكدونالد على موقع AustralianFootball.com (الإنجليزية)
- جيم ماكدونالد على موقع AFLtables.com (الإنجليزية)